# Sycophila couridae
Sycophila couridae är en stekelart som först beskrevs av Cameron 1913.  Sycophila couridae ingår i släktet Sycophila och familjen kragglanssteklar. Inga underarter finns listade i Catalogue of Life.